# Torre de Sirviella

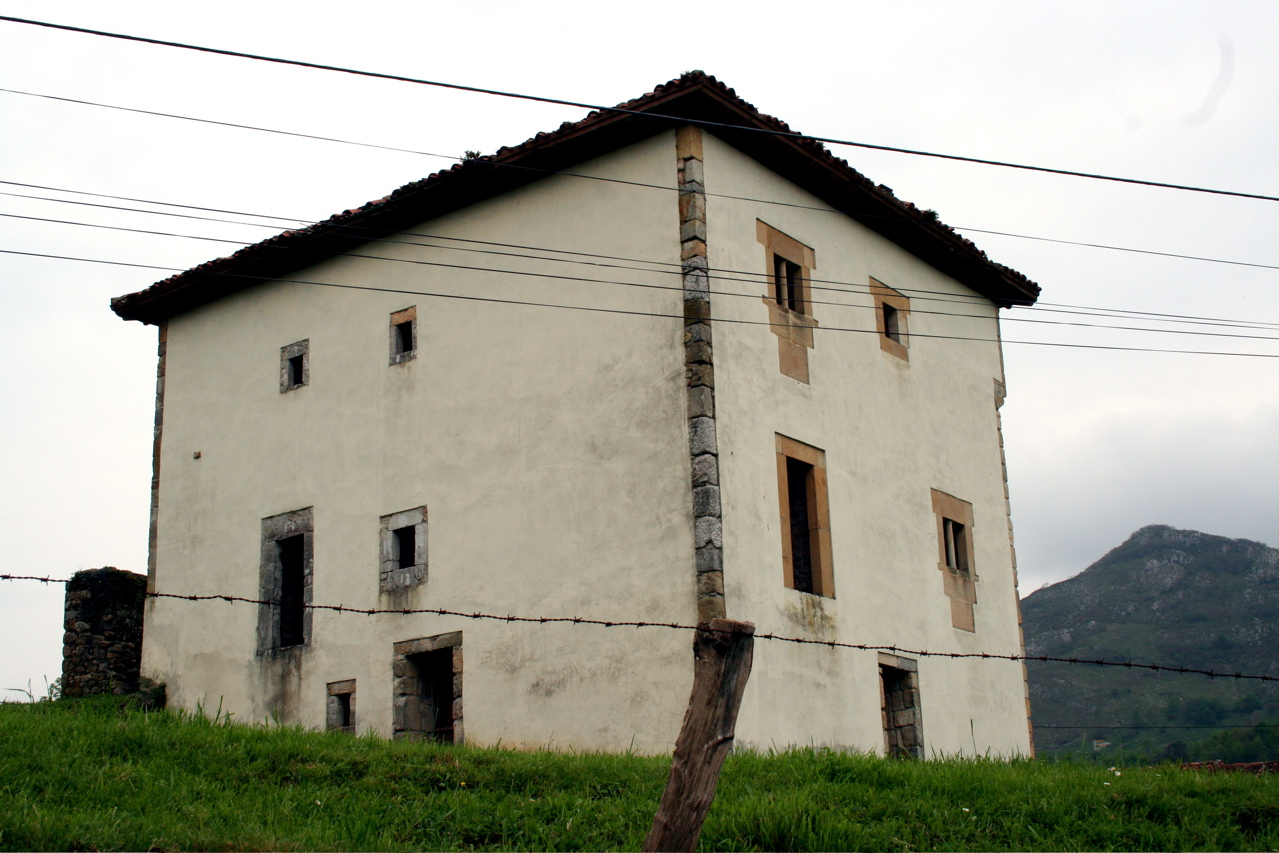
Torre de Sirviella.

La Torre de Sirviella se encuentra situada en la localidad del mismo nombre, en el concejo de Onís (Asturias, España). En la actualidad, está ubicada en medio de una pradería y próxima al cruce de dos caminos vecinales que fueron abiertos en épocas mucho más modernas que la de la fábrica del torreón. A causa de ello, algunos edificios dependientes de la torre han quedado aislados de la misma, como por ejemplo la capilla y una vivienda situada al oeste de la misma. También la pradería situada al SE de la torre y al borde de ella se halla levantada por encima del primitivo solar. Esta circunstancia explica el hecho de que parte de los volúmenes arquitectónicos se encuentren embutidos en el terreno circundante.
Se trata de un ejemplo típico de arquitectura popular con pretensiones artísticas, pudiendo observarse en la misma la presencia de elementos característicos de diversos estilos arquitectónicos, que ayudan a datarla en el siglo XVI, un período de transición entre la arquitectura bajomedieval y los distintos estilos renacentistas.

## Descripción
La Torre de Sirviella es un edificio de tres pisos al que le faltan los entablamentos de separación entre las diferentes alturas, a causa de un incendio que solo dejó los cuatro lienzos de fachada. La primera planta estaría destinada a bodega y cochera; la segunda planta sería la principal de la torre, con el gran salón señorial; y la tercera se dedicaría a dormitorios.
Frente a las torres señoriales de épocas precedentes, la de Sirviella se caracteriza por poseer un mayor desarrollo horizontal en la fachada principal, mientras que las laterales representan solamente la mitad de anchura con respecto a aquella, lo que nos está mostrando una ruptura total con las construcciones del mundo bajomedieval, vinculándose más a un estilo propiamente renacentista. Este desarrollo horizontal se acentúa aún más por la propia disposición de las vanos.
Al exterior, los muros están construidos a base de mampostería, de baja calidad, con abundante argamasa de cal, empleándose sillares para enmascarar vanos, remates de las esquinas y cortafuegos. A excepción de los sillares, el edificio estaba totalmente enlucido, al igual que ocurría en el caso de los muros interiores. La puerta principal de la torre es de arco de medio punto, construida a base de amplios dovelajes, como es propio de edificios castellanos de finales del XV, encontrándose paralelismos en Asturias con las portadas de la Torre de los Maldonado de Tineo o la casa fuerte de Valdecarzana en Muros del Nalón. De entre las diferentes ventanas que se han conservado, destacan dos ventanas bíforas abiertas en la segunda planta (fachadas S y O) que son cuadradas y cuya luz está dividida simétricamente por una especie de mainel en forma de columna (en la línea de la ventana del palacio de la Rua o del Marqués de Santa Cruz en Oviedo); otra ventana interesante se emplaza en el tercer piso de la fachada principal, siendo cuadrada y con la base resaltada por medio de una moldura, mientras que en el centro del dintel se destacan las armas de los Posada. Tanto la base como el dintel se hallan rodeados de una amplia superficie de sillares-placas, estando el conjunto envuelto por un alfiz de moldura sobresaliente que produce un elevado claroscuro. Las demás ventanas no conservan elementos distintivos que las caractericen.
Del sistema de cubrición solo persisten ciertos testimonios en la zona del alero y algún pontón que servía para sostener el entablamento del desván. En la fachada principal, y a ambos lados de la misma, en su parte superior, existen sendos cortafuegos que se apoyan en ménsulas, decoradas con temas perlados, relacionados con el arte gótico, y con cabezas rostradas, dos en un cortafuegos y una en el otro.

## Galería

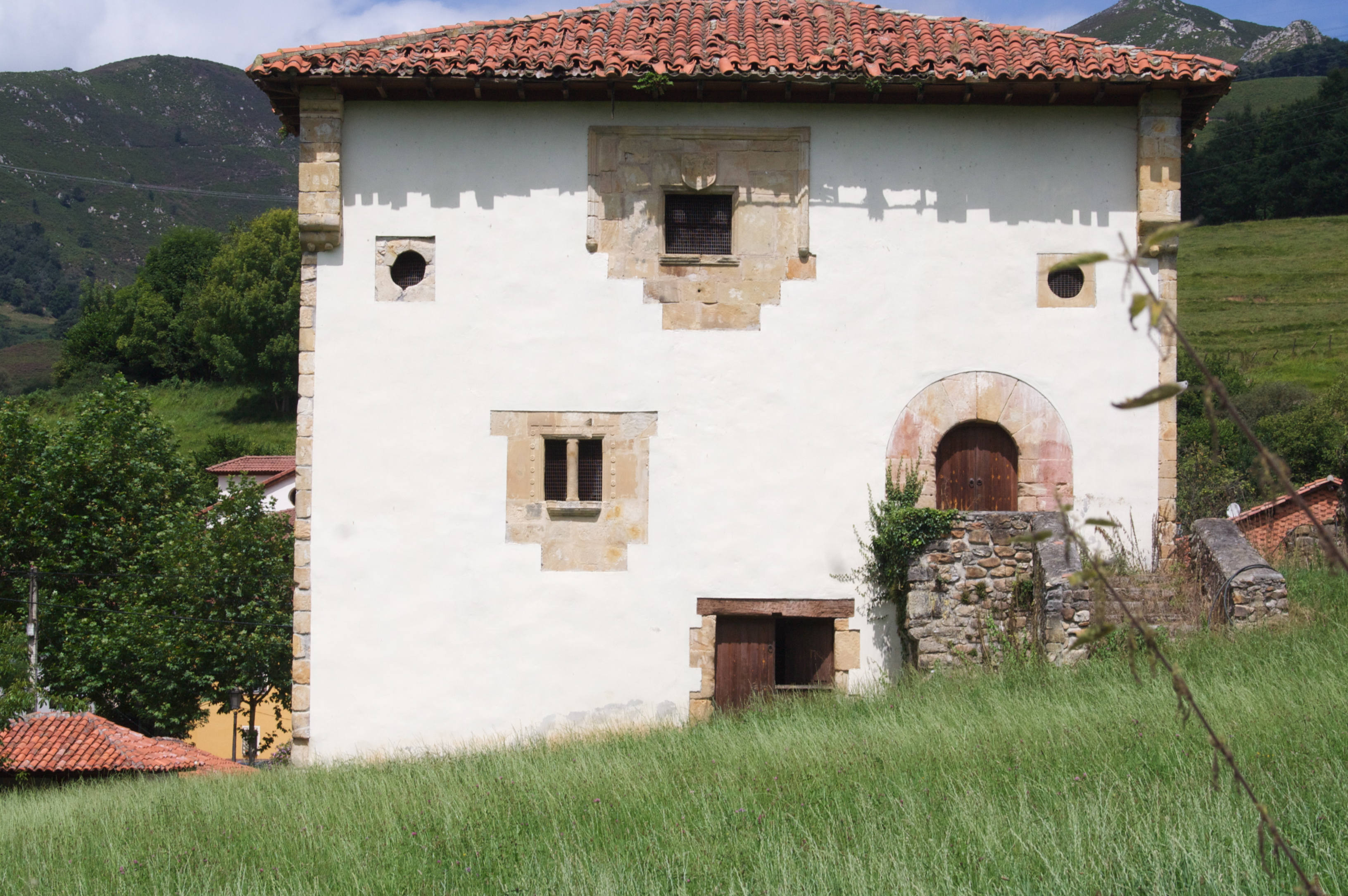
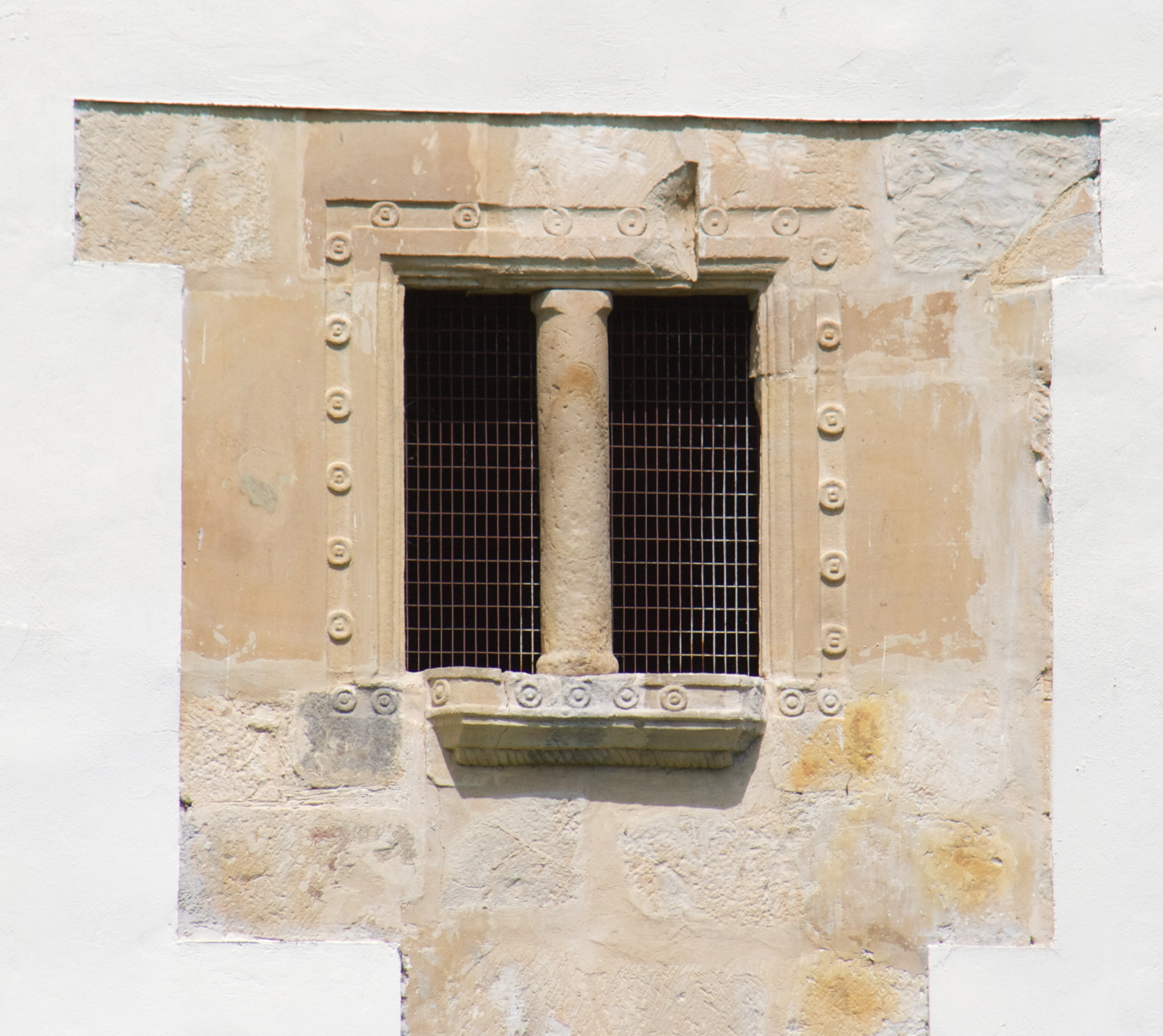
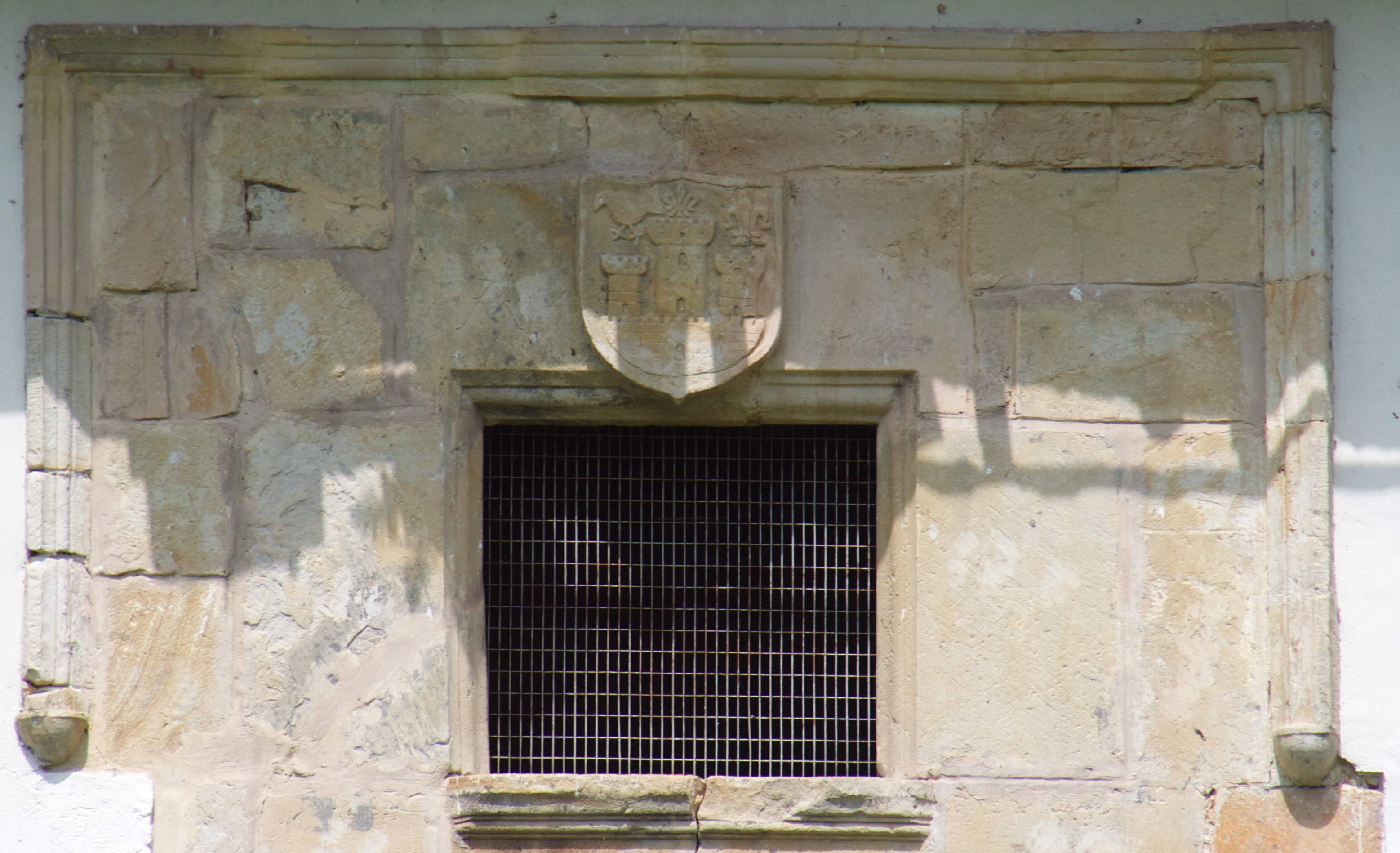

- Este artículo incluye contenido derivado de una disposición relativa al proceso de protección, incoación o declaración de un bien cultural o natural publicada en el BOE n.º 266 el 4 de noviembre de 2004 (texto), el cual está libre de restricciones conocidas en virtud del derecho de autor de conformidad con lo dispuesto en el artículo 13 de la Ley de Propiedad Intelectual española.

- Datos: Q6150495
- Multimedia: Tower of Sirviella / Q6150495